# David Thompson (esploratore)
David Thompson (Westminster, 30 aprile 1770 – Longueuil, 10 febbraio 1857) è stato un esploratore, cartografo e commerciante di pelli canadese, noto ad alcuni popoli nativi come Koo-Koo-Sint.
Nel corso della sua carriera mappò oltre 3,9 milioni di km² di America del Nord, e per questo fu definito il "più grande geografo terrestre mai vissuto".

## Biografia

### Gioventù
Thompson nacque a Westminster da genitori gallesi appena trasferitisi, David e Ann Thompson. Quando Thompson aveva due anni il padre morì, ed i problemi finanziari costrinsero lui ed il fratello a trasferirsi presso il Grey Coat Hospital, una scuola per i più bisognosi di Westminster. Alla fine si laureò alla Grey Coat in matematica e fu introdotto ai fondamenti della navigazione che avrebbero formato la base della sua futura carriera. Nel 1784, all'età di 14 anni, iniziò un apprendistato di sette anni presso la Compagnia della Baia di Hudson. Salpò il 28 maggi di quell'anno dall'Inghilterra.

### La Compagnia della Baia di Hudson (HBC)
Giunse a Churchill (oggi in Manitoba) e fu incaricato di copiare le carte personali del governatore di Fort Churchill, Samuel Hearne. L'anno seguente fu trasferito nella vicina York Factory, e negli anni seguenti fu assistente nella Cumberland House (Saskatchewan) e nella South Branch House prima di passare alla Manchester House nel 1787. Il 23 dicembre 1788 Thompson si fratturò gravemente la gamba, venendo così obbligato a passare a Cumberland House i successivi due inverni in convalescenza. È in questo periodo che migliorò la propria matematica e l'astronomia grazie alla tutela del perito della Compagnia della Baia di Hudson Philip Turnor. Fu sempre in questi anni che perse la vista dall'occhio destro.
Nel 1790, mentre il suo apprendistato stava volgendo al termine, Thompson chiese un set di strumenti da perito invece del solito regalo di ottimi vestiti fatto dalla compagnia a chi terminava il periodo di tirocinio. Li ricevette entrambi. Fu assunto dalla Compagnia della Baia di Hudson come commerciante di pelli e nel 1792 completò il primo incarico mappando una rotta fino al lago Athabasca (oggi lungo il confine tra Alberta e Saskatchewan). Come riconoscimento per le proprie capacità di cartografo, la compagnia lo promosse a perito nel 1794. Thompson continuò a lavorare per la Compagnia della Baia di Hudson fino al 23 maggio 1797 quando, frustrato dalle politiche della Compagnia, se ne andò e camminò per 125 km nella neve per passare alla concorrente Compagnia del Nord-Ovest, dove continuò a fare il perito ed il commerciante di pelli.

### Compagnia del Nord-Ovest

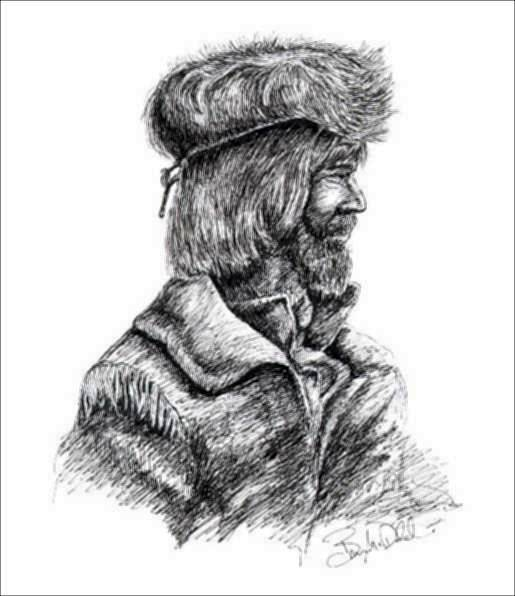
Raffigurazione di Thompson basata sui racconti storici

La scelta di Thompson di unirsi alla Compagnia del Nord-Ovest nel 1797 senza fornire il consueto preavviso di un anno non fu ben accolta dagli ex datori di lavoro. Unirsi alla Compagnia del Nord-Ovest avrebbe permesso a Thompson di perseguire i propri interessi lavorando sulla mappatura dell'entroterra di quello che sarebbe poi diventato il Canada. Nel 1797 Thompson fu mandato a sud dai suoi datori di lavoro ad esplorare parte del confine tra Canada e Stati Uniti d'America lungo le rotte fluviali tra il lago Superiore ed il lago dei Boschi, in modo da rispondere a dubbi sul territorio nati dal trattato di Jay tra Gran Bretagna e Stati Uniti d'America. Nel 1798 Thompson aveva completato lo studio di 6750 km da Grand Portage, attraverso il lago Winnipeg, fino alle sorgenti dell'Assiniboine e del Mississippi, così come delle due sponde del lago Superiore. Nel 1798 la Compagnia lo mandò presso il lago Red Deer (nell'attuale Alberta) per fondare una trading post. La traduzione inglese di Lac La Biche (lago Red Deer) apparve la prima volta su una mappa di Mackenzie del 1793. Thompson passò gli anni seguenti a Fort George (oggi in Alberta), e in questo periodo guidò numerose spedizioni nelle Montagne Rocciose.
Nel 1804, al raduno annuale della Compagnia del Nord-Ovest a Kaministiquia, Thompson divenne socio della Compagnia e passò gli anni successivi a gestire il commercio delle pelli cercando comunque di espandere le sue esplorazioni lungo i corsi d'acqua del lago Superiore. Nel 1806, in una riunione della Compagnia, si decise di rimandare Thompson nell'entroterra. La preoccupazione legata alla spedizione statunitense di Lewis e Clark portò la Compagnia del Nord-Ovest ad incaricare Thompson di trovare una rotta per l'oceano Pacifico in modo da avviare il redditizio commercio con i territori del Pacifico Nordoccidentale.

### Viaggi lungo il Columbia
Dopo il raduno generale del 1806, Thompson raggiunse la Rocky Mountain House preparandosi per una spedizione lungo il fiume Columbia fino al Pacifico. Nel giugno 1807 Thompson attraversò le Montagne Rocciose passando l'estate e gli anni successivi esplorando il Columbia Basin e l'area circostante. Thompson mappò e fondò una trading post in Montana nordoccidentale, Idaho, Washington e Canada occidentale. Tra le trading post fondate vi furono Kootenae House, Kullyspell House e Saleesh House. Le ultime due furono le prime ad ovest delle Montagne Rocciose, rispettivamente in Idaho e Montana. Le stazioni fondate da Thompson espansero il territorio commerciale della Compagnia del Nord-Ovest fino al Columbia Basin. Le mappe che disegnò del Columbia Basin ad est della Catena delle Cascate erano di qualità e dettaglio talmente elevati che furono utilizzate fino alla metà del XX secolo.

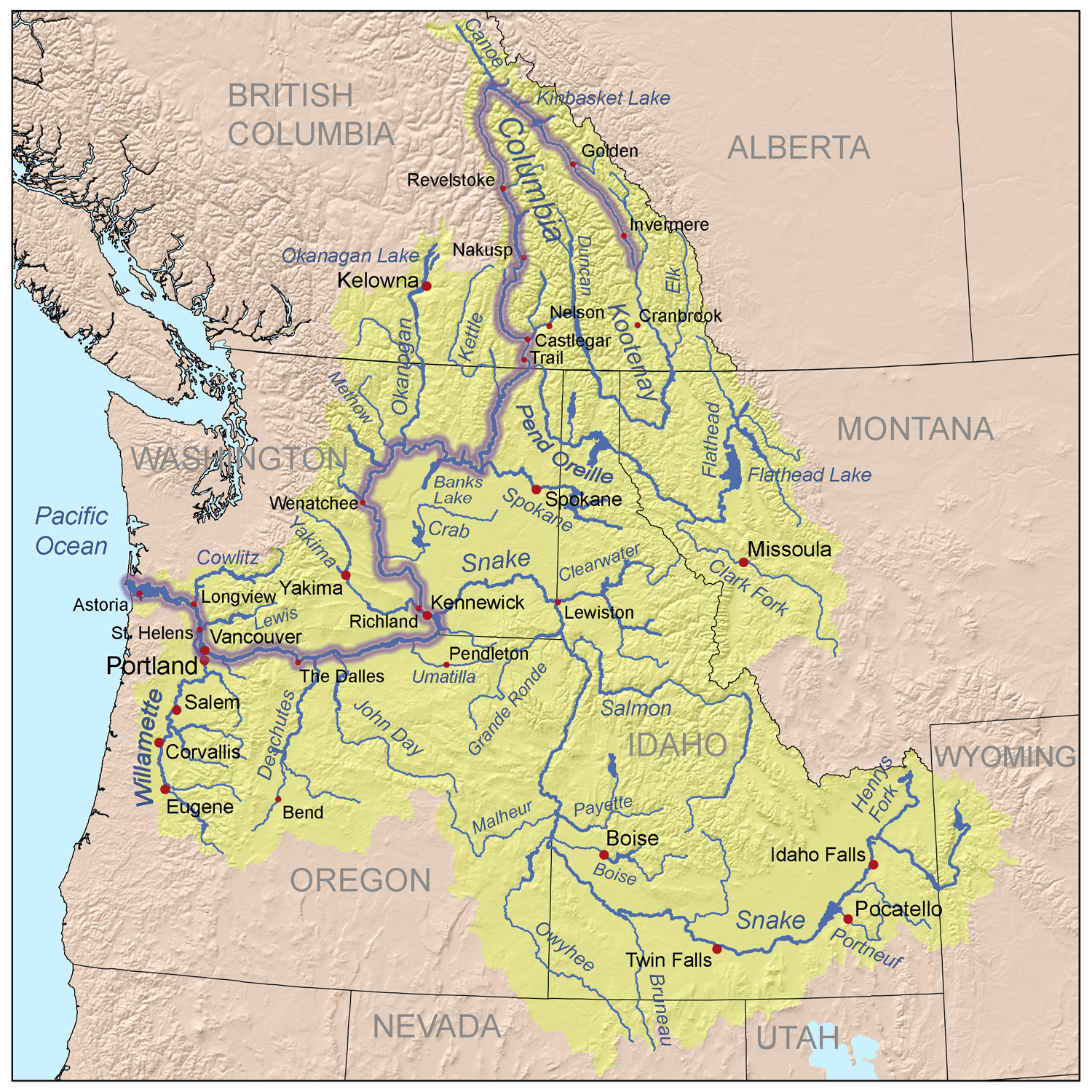
David Thompson navigò l'intero corso del fiume Columbia nel 1811. Mappa del Columbia e dei suoi affluenti con evidenziati i moderni confini politici

All'inizio del 1810 Thompson tornò ad est verso Montréal, ma invece di seguire la rotta per il lago Rainy ricevette l'ordine di tornare alle Montagne Rocciose tracciando una rotta fino alla foce del Columbia. Fu la risposta della Compagnia del Nord-Ovest ai progetti di John Jacob Astor di mandare una nave in giro per le Americhe fondando trading post. Durante il ritorno Thompson fu rallentato da un bellicoso gruppo di nativi Peigan che lo obbligarono a cercare una nuova rotta attraverso le Montagne Rocciose ed il passo Athabasca.
David Thompson fu il primo europeo a navigare l'intero corso del Columbia. Durante il viaggio effettuato nel 1811 da Thompson lungo il Columbia, si accampò alla confluenza con lo Snake il 9 luglio 1811, erigendo un palo con un cartello che ne rivendicava la proprietà per la Gran Bretagna, specificando l'intenzione della Compagnia del Nord-Ovest di fondarci una trading post. L'avviso fu poi trovato dalla spedizione Astor che cercava un posto per fondare una stazione nell'entroterra, convincendoli a cercare un punto più a nord presso Fort Okanogan. Il Fort Nez Percés della Compagnia del Nord-Ovest fu fondato nei pressi della confluenza con lo Snake molti anni dopo. Continuando a discendere il Columbia, Thompson oltrepassò la barriera di The Dalles con molta meno difficoltà di quella incontrata da Lewis e Clark, dato che l'acqua alta aveva eliminato le Celilo Falls e molte delle rapide. Il 14 luglio 1811 Thompson raggiunse Fort Astoria ancora in costruzione alla foce del Columbia, due mesi dopo l'arrivo della nave della Pacific Fur Company, la Tonquin.
Prima di risalire il fiume e riattraversare le montagne, Thompson assunse Naukane, un nativo hawaiiano portato a Fort Astoria dalla Tonquin. Naukane, conosciuto come Coxe da Thompson, accompagnò Thompson fino al lago Superiore prima di viaggiare fino in Inghilterra.
Thompson passò l'inverno a Saleesh House prima di iniziare il viaggio finale di ritorno per Montréal nel 1812.
Nei suoi diari, Thompson afferma di aver visto nel 1811 alcune grosse impronte nei pressi di quella che oggi è Jasper. È stato ipotizzato che queste impronte siano state simili a quelle del cosiddetto sasquatch. In ogni caso Thompson disse che queste tracce mostravano "una piccola unghia alla fine di ogni [dito]", e che "assomigliavano molto ad una grossa impronta di orso".

### Vita mondana e personalità

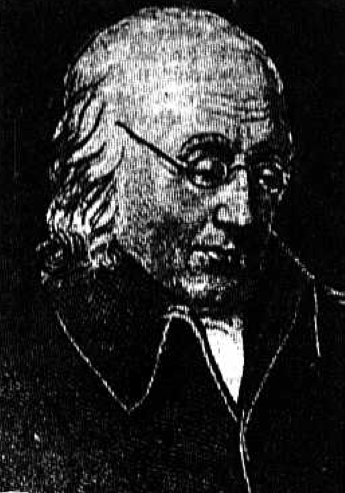
David Thompson in vecchiaia

Nel 1820 il geologo britannico John Jeremiah Bigsby partecipò ad una cena organizzata da William McGillivray a casa sua, Chateau St. Antoine, una delle più antiche proprietà del Golden Square Mile di Montréal. Descrisse la festa ed alcuni degli ospiti presenti nel suo libro The Shoe and Canoe, fornendo un'ottima descrizione di David Thompson:
In seguito ho viaggiato molto con lui, ed ora posso parlare di lui solo con grande rispetto, o, dovrei dire, con ammirazione... Nessun essere vivente possiede un decimo delle sue conoscenze sulle terre della Compagnia della Baia di Hudson... Poco importa la sua faccia da Bunyan ed il taglio di capelli; ha una grande mente, ed un'insolita capacità di descrivere le cose. Può creare un deserto e popolarlo con selvaggi belligeranti, o scalare le Montagne Rocciose con te in una tempesta di neve, così chiaramente ed in modo palpabile che ti basta chiudere gli occhi per sentire gli spari del fucile, o per sentire i fiocchi di neve che ti si sciolgono sulle guance mentre parla»
(John Jeremiah Bigsby, The shoe and canoe: or pictures of travel in the Canadas ; with facts and opinions on emigration, state policy, and other points of public interest)

### Matrimonio e figli
Il 10 giugno 1799 a Île-à-la-Crosse sposò Charlotte Small, figlia di un commerciante di pelli scozzese (Patrick Small) e di madre Cree. Il loro matrimonio fu formalizzato dalla Chiesa Presbiteriana Scozzese di Montréal il 30 ottobre 1812. Lui e Charlotte ebbero 13 figli, 5 dei quali nati prima che lasciasse il commercio delle pelli. La famiglia non si adattò facilmente ala vita in Canada orientale e due dei figli, John (anni 5) ed Emma (7 anni) morirono a causa degli ascaridi, un parassita comune. Il loro matrimonio durò 58 anni, il più lungo conosciuto del Canada pre-Confederazione.

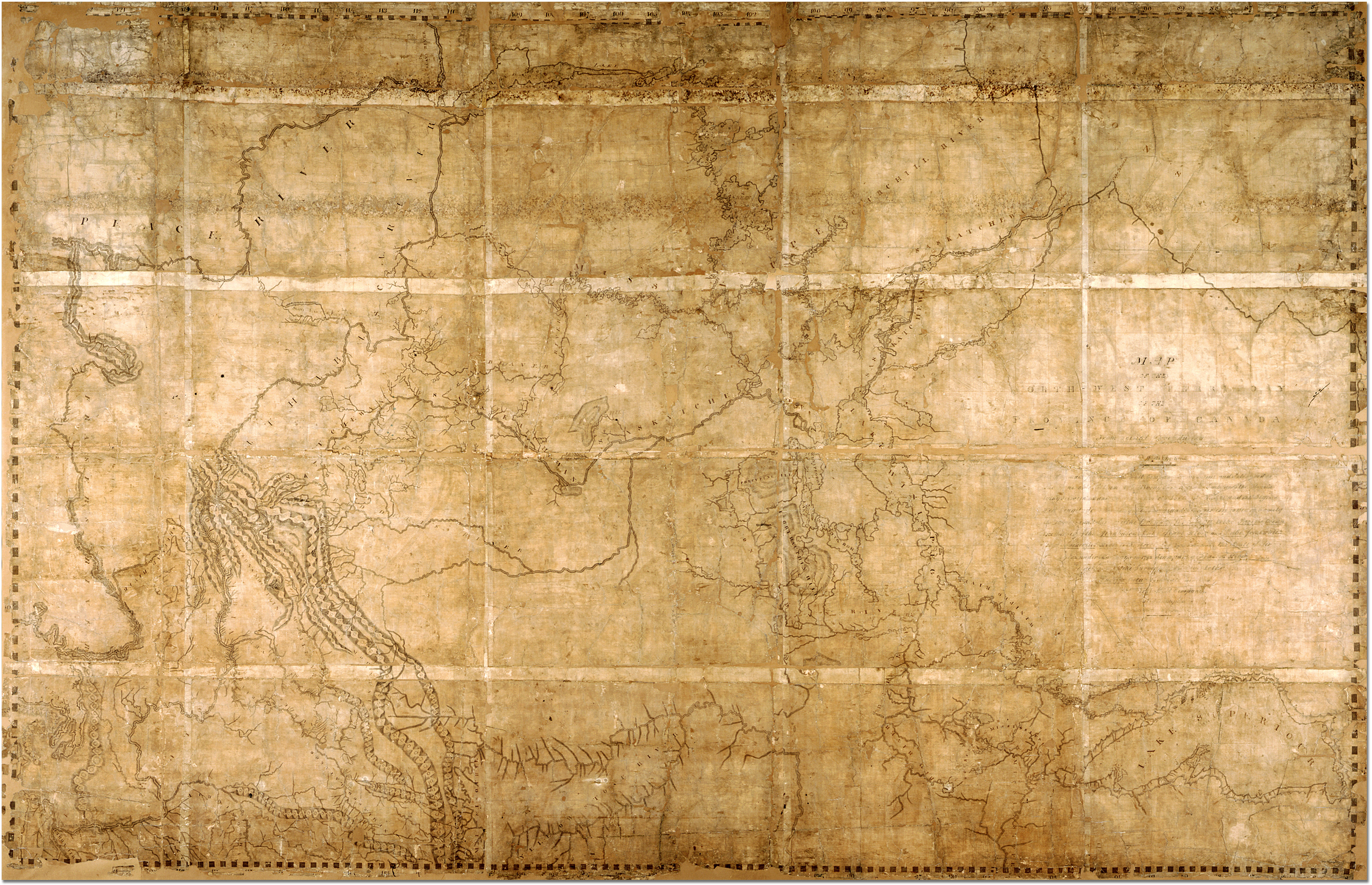
Mappa del Territorio del nord-ovest della Provincia del Canada, che va dal fiume Fraser ad ovest al lago Superiore ad est. Di David Thompson, 1814

### Vecchiaia
Al suo ritorno a Montréal Thompson andò in pensione con un generoso vitalizio da parte della Compagnia del Nord-Ovest. Si trasferì nei pressi di Terrebonne e lavorò per completare la sua grande mappa, un riassunto della sua vita esplorativa dell'interno dell'America del Nord. La mappa raffigurava la zona dal lago Superiore all'oceano Pacifico, e fu consegnata da Thompson alla Compagnia del Nord-Ovest. La mappa di Thompson del 1814, il suo maggior successo, era talmente accurata che 100 anni dopo era ancora la base di molte mappe emesse dal governo canadese. Oggi è conservata negli Archivi dell'Ontario.
Nel 1815 Thompson si trasferì con la famiglia a Williamstown, Alto Canada, e pochi anni dopo fu assunto per analizzare il nuovo confine con gli Stati Uniti dal lago dei Boschi al Québec creato dal trattato di Gand dopo la guerra anglo-americana. Nel 1843 Thompson completò il proprio atlante della regione dalla baia di Hudson all'oceano Pacifico.
Thompson tornò poi a fare il proprietario terriero, ma sfortune finanziarie lo portarono in rovina. Nel 1831 era talmente indebitato da essere costretto a riprendere il lavoro da perito per la British American Land Company in modo da sfamare la propria famiglia. La fortuna continuò a peggiorare costringendolo a trasferirsi a vivere con la figlia ed il cognato nel 1845. Iniziò a lavorare su un manoscritto descrivendo la propria vita ad esplorare il continente, ma il progetto fu lasciato incompiuto quando divenne completamente cieco nel 1851.

### Morte e retaggio

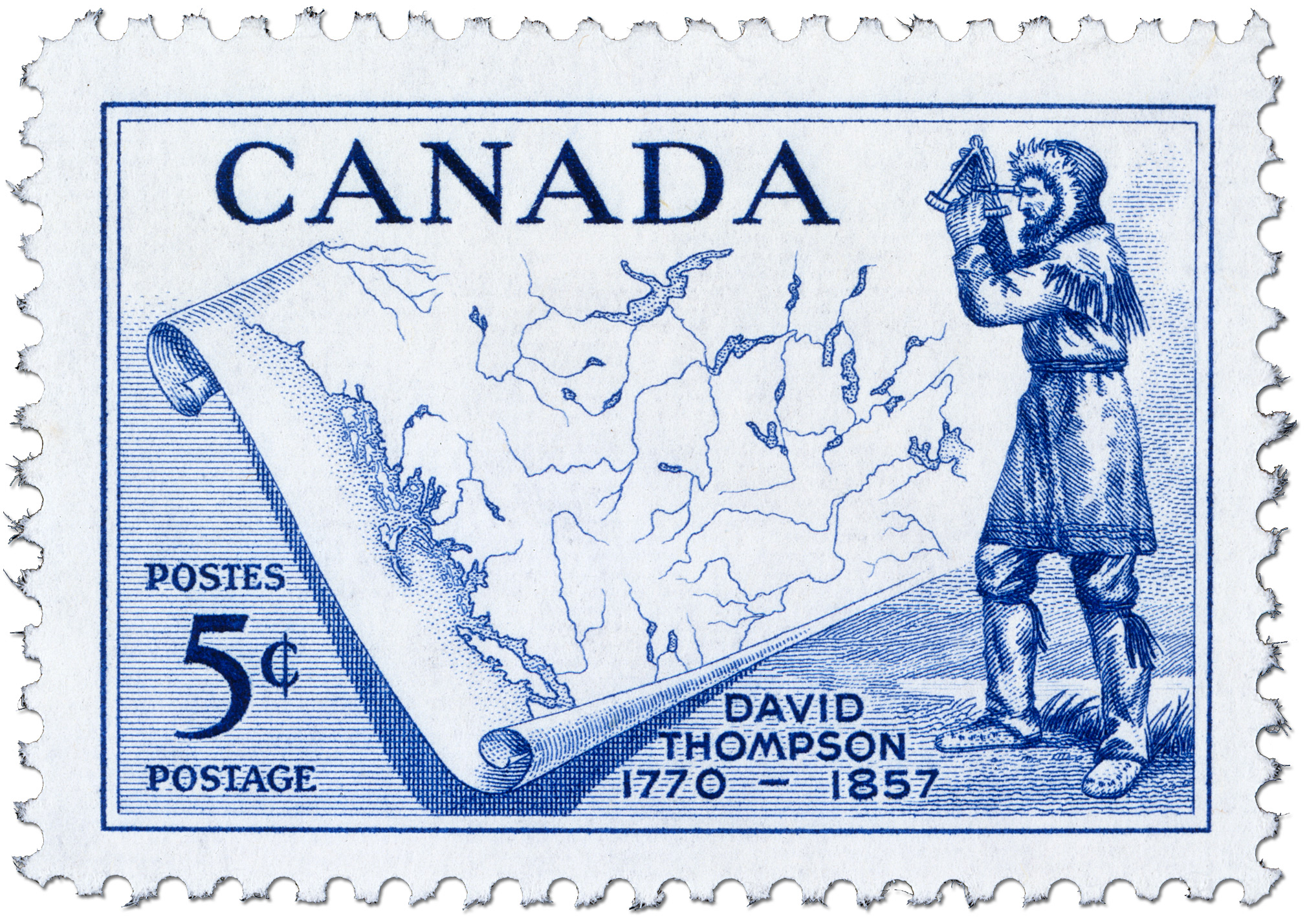
Francobollo che commemora la vita di David Thompson

L'incredibile ammontare di terra mappato da Thompson ammonta a 3,9 milioni di km² (un quinto del continente). Il suo contemporaneo, il grande esploratore Alexander Mackenzie, sottolineò che fece più Thompson in dieci mesi di quello che lui avrebbe potuto fare in due anni.
Nonostante questi incredibili risultati, Thompson morì a Montréal quasi dimenticato il 10 febbraio 1857, quasi senza ricevere riconoscimenti per i propri successi. Non terminò il libro che parlava dei suoi 28 anni da commerciante di pelli, basato sui suoi 77 quaderni di appunti. Negli anni 1890 il geologo Joseph Tyrrell rinvenne le note di Thompson e nel 1916 le pubblicò col titolo di David Thompson's Narrative.

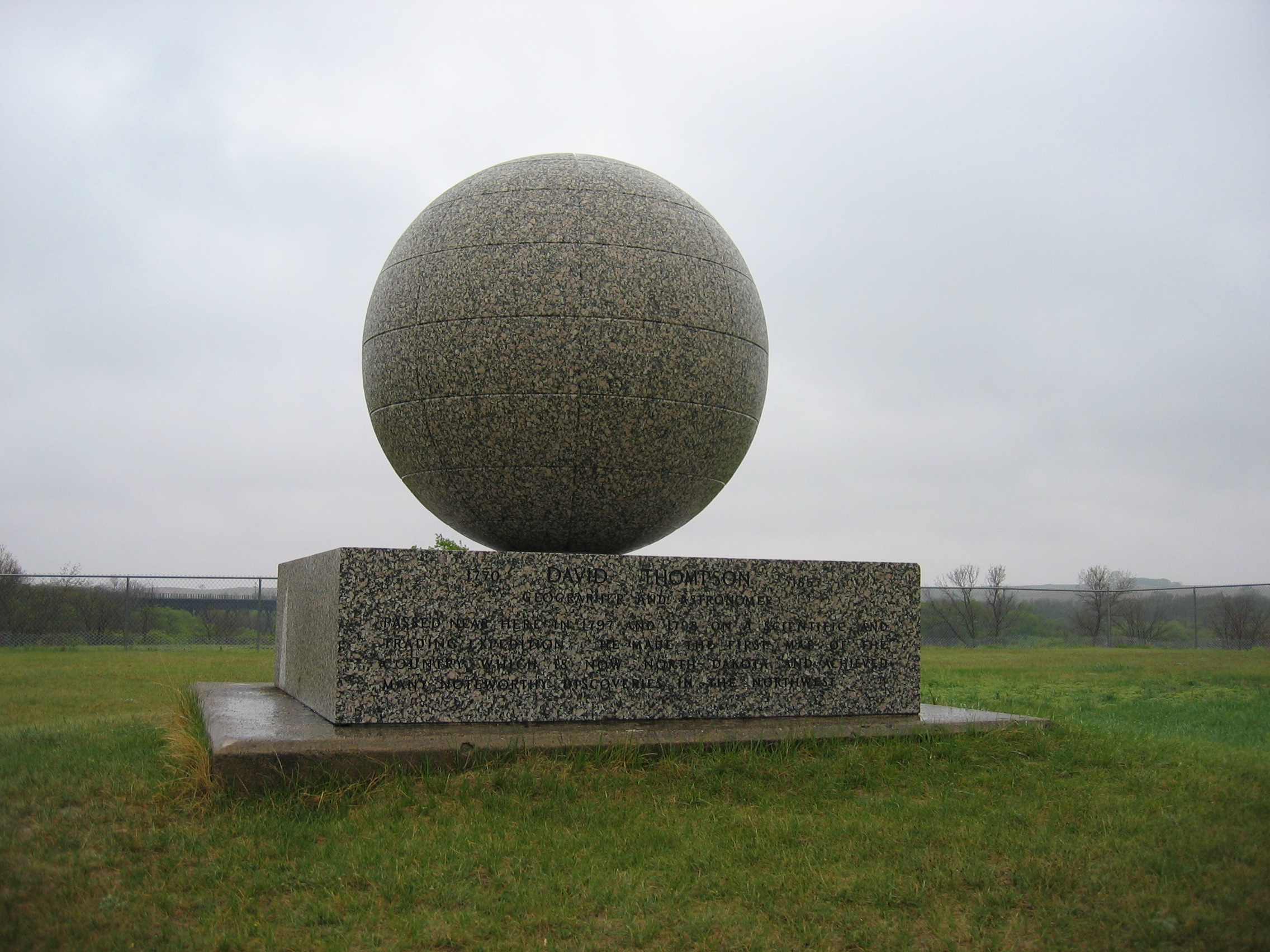
Memoriale a David Thompson, Verendrye, Dakota del Nord

Il corpo di Thompson fu sepolto nel Mount Royal Cemetery di Montréal in una tomba senza nome. Fu solo nel 1926 che gli sforzi di Joseph Tyrrell e della Canadian Historical Society portarono alla posa di una lapide sulla sua tomba.
Nel 1957, cento anni dopo la morte, il governo canadese lo onorò raffigurandolo su un francobollo. La David Thompson Highway in Alberta prende da lui il nome, così come la David Thompson High School situata lungo la strada nei pressi di Leslieville (Alberta). I suoi successi da geologo sono ora riconosciuti. È stato definito "il più grande geologo di terra mai vissuto".

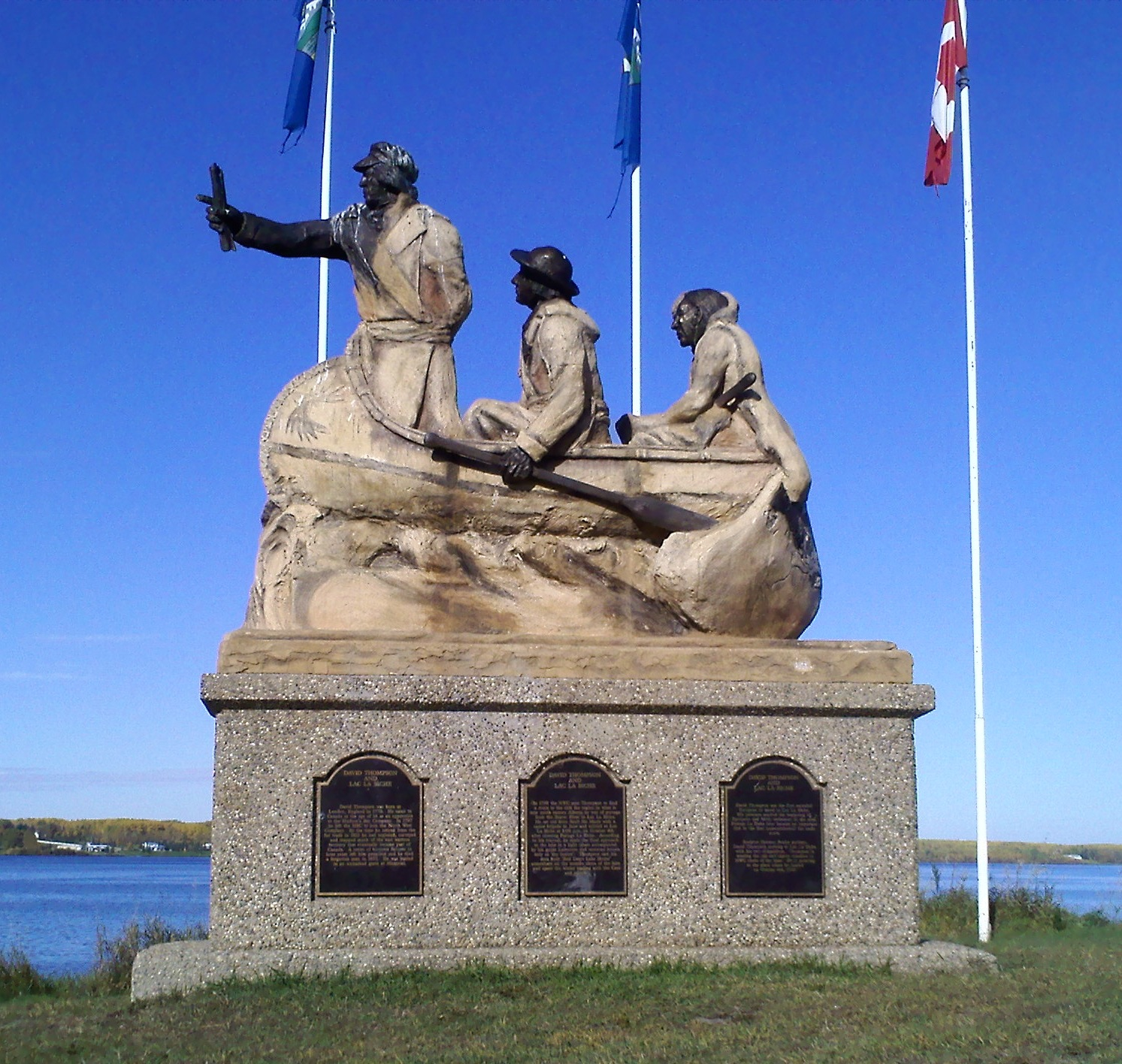
David Thompson e due guide delle Prime nazioni sulla costa di Lac La Biche, dove sbarcò il 4 ottobre 1798

Un monumento dedicato a David Thompson (mantenuto dallo Stato del Dakota del Nord) si trova sul luogo della città fantasma di Verendrye (Dakota del Nord), circa 3 km a nord ed 1,5 km ad ovest di Karlsruhe (Dakota del Nord). Le Thompson Falls (Montana) e il fiume Thompson (Columbia Britannica) sono dedicati all'esploratore.
L'anno 2007 fu il 150º anniversario della morte di Thompson ed il 200° del suo primo attraversamento delle Montagne Rocciose. Furono tenute cerimonie e mostre in tutto il Canada e negli Stati Uniti d'America dal 2007 al 2011.
Thompson fu il soggetto di un cortometraggio del 1964 della National Film Board of Canada, David Thompson: The Great Mapmaker , e di un programma della BBC Two, Ray Mears' Northern Wilderness (Episodio 5), trasmesso nel novembre 2009.

## Opere
- 1814: Map of the North-West Territory of the Province of Canada
- 1897: New light on the early history of the greater Northwest: the manuscript journals of Alexander Henry, fur trader of the North West Company, and of David Thompson, official geographer and explorer of the same company, 1799–1814 : exploration and adventure among the Indians on the Red, Saskatchewan, Missouri and Columbia Rivers (edito da Elliott Coues)
- 1916: David Thompson's narrative of his explorations in western America, 1784–1812[collegamento interrotto] (edito da J.B. Tyrell)
- 1950: David Thompson's journals relating to Montana and adjacent regions, 1808–1812 (edito da M. Catherine White)
- 1962: David Thompson's narrative, 1784–1812 Archiviato il 1º gennaio 2013 in Archive.is. (edito da Richard Glover)
- 1974: David Thompson's journal of the international boundary survey, 1817–1827 : western Lake Erie, August–September 1819 (edito da Clarke E. Leverette)
- 1993: Columbia Journals (edito da Barbara Belyea)
- 2006: "Moccasin Miles – The Travels of Charlotte Small Thompson 1799–1812 Archiviato il 27 febbraio 2009 in Internet Archive." Contemporary and Historical Maps: Charlotte Small (S. Leanne Playter/Andreas N. Korsos|Publisher: Arcturus Consulting)
- 2006/2007: "David Thompson in Alberta 1787–1812"; "David Thompson on the Columbia River 1807–1812"; "The Explorations and Travels of David Thompson 1784–1812"; "Posts and Forts of the North American Fur Trade 1600–1870" Archiviato il 27 febbraio 2009 in Internet Archive. Contemporary and Historical Maps: David Thompson (Andreas N. Korsos|Editore: Arcturus Consulting)